# The Loo-Ouch
The Loo-Ouch is de vijfde aflevering van het tiende seizoen van het tienerdrama Beverly Hills, 90210, die voor het eerst werd uitgezonden op 20 oktober 1999.

## Plot
Dylan wordt al een tijdje lastiggevallen door twee jonge kinderen die hem elke keer bellen met een grap. Dylan pakt ze terug door een krab in hun schooltas te doen, nu drijven de kinderen hun grappen te ver door en onschuldige hotelgasten worden nu ook gepakt. Dit gaat de hotelmanager, Hector, te ver en wil de moeder, Maria, van de kinderen die als werkster daar werkt ontslagen omdat zij de kinderen niet op een dagopvang kan plaatsen door bezuinigingen. Dylan beseft dat hij te ver is gegaan en voelt zich schuldig en wil de moeder helpen. Hij regelt een plek op de dagopvang door een anonieme donatie en vraagt Hector om de werkster weer terug aan te nemen wat hij ook doet. Maria is dolblij met deze oplossing en wil weer graag werken. Ondertussen komt er steeds meer spanning tussen Dylan en Gina met hun relatie. Gina komt Noah tegen en zij heeft een plan om veel geld te verdienen, zij wil met Noah een nachtclub beginnen na sluitingsclub van de After Dark met striptease, lapdance en prostituees. Noah heeft hier wel oren naar omdat hij in geldnood zit en zij zetten dit op. Zij spreken wel af om niets tegen de rest te zeggen omdat zij hier niet mee akkoord zullen gaan. De eerste nacht begint en het loopt meteen vol met mensen en het geld rolt binnen.
Nu Steve en Janet besloten hebben om te gaan trouwen willen zij hun ouders inlichten, dit zal niet meevallen omdat hun ouders apart zijn. De ouders van Janet zijn al eerste aan de beurt, als zij het nieuws horen dan zijn zij niet blij omdat zij Steve nooit geaccepteerd hebben omdat hij niet van Japanse afkomst is en als zij horen dat Janet zwanger is dan eisen zij dat Janet een keuze maakt. Of zij kiest voor Steve zonder ouders of zij komt terug naar haar ouders en vergeet Steve. In een etentje met de vader van Steve, Rush, lichten zij hem in over de trouwplannen en die begint meteen met discrimineerde opmerkingen richting de Japanners wat verkeerd valt bij Steve. Steve wil de relaties verbeteren met de ouders en organiseert een feest voor de ouders en de vrienden. Het feest loopt niet zoals verwacht omdat de vriendin van Steve’s moeder ook verschijnt en Rush weet nog niet dat zijn ex-vrouw lesbisch is. Als Rush uiteindelijk hoort dat zij lesbisch is dan valt dit niet goed en gaat zich vreemd gedragen. Tot overmaat van ramp heeft Rush een striptease danseres uitgenodigd voor het feest en dit kan Steve er even niet bijhebben. De volgende dag laten Steve en Janet hun ouders komen en vertellen aan hen dat zij verliefd op elkaar zijn en dat zij sowieso gaan trouwen ongeacht wat zij willen.
David wil Robin terug en haalt haar over om weer met hem uit te gaan, het publiek eist van David dat hij hen alles vertelt en Robin wil deze dingen privé houden. David komt erachter dat hij zijn werk en privé niet kan scheiden en Robin besluit te stoppen met de relatie.
Matt vraagt Kelly of zij met hem wil samenwonen, Kelly wijst dit verzoek af en wil blijven waar zij nu zit. Dit komt hard aan bij Matt en gedraagt zich zeer teleurgesteld. Donna echter baalt ervan dat Noah haar niet vraagt om samen te wonen en wil zelf een woning zoeken waar hij alleen kan wonen.

## Rolverdeling
- Jennie Garth - Kelly Taylor
- Ian Ziering - Steve Sanders
- Brian Austin Green - David Silver
- Tori Spelling - Donna Martin
- Luke Perry - Dylan McKay
- Joe E. Tata - Nat Bussichio
- Lindsay Price - Janet Sosna
- Daniel Cosgrove - Matt Durning
- Vanessa Marcil - Gina Kincaid
- Vincent Young - Noah Hunter
- Jed Allan - Rush Sanders
- Eliana Alexander - Maria Alvarez
- Joseph Torrenueva - Hector
- James Shigeta - Ben Sosna
- Leslie Ishii - Michelle Sosna
- Nancy Moonves - Dr. Long
- Brittney Powell - Robin
- Robb Derringer - Andrew Emery
- Alvin Alvarez - Arturo Alvarez
- Ulysses Cuadra - Migual Alvarez